# Film Fest Gent 2013
Het Film Fest Gent 2013 was het 40ste internationaal filmfestival dat plaatsvond in het Oost-Vlaamse Gent van 8 tot 19 oktober 2013. Het was de eerste maal dat het festival onder de nieuwe naam (met bijhorend nieuw logo) doorging. Voorheen heette het festival voluit: Internationaal Filmfestival van Vlaanderen - Gent.
Het festival ging door in Kinepolis Gent, Studio Skoop, Sphinx-cinema, het Kunstencentrum Vooruit en de KASK Cinema en omvatte behalve films en kortfilms ook lezingen, concerten en  andere muzikale uitvoeringen.
De openingsfilm van het filmfestival op 8 oktober was The Fifth Estate van Bill Condon en het festival werd op 19 oktober afgesloten met Behind the Candelabra van Steven Soderbergh.
Tijdens het festival vond er ook een expositie plaats over het werk van Martin Scorsese in het Provinciaal cultuurcentrum Caermersklooster.

## Competitie

### Jury
De internationale jury bestond uit:
- Fien Troch, filmregisseuse ( België)
- John Parish, componist, muzikant ( Verenigd Koninkrijk)
- István Szabó, filmregisseur ( Hongarije)
- Bahman Ghobadi, filmregisseur ( Iran)
- Gustavo Santaolalla, filmcomponist ( Argentinië)
- Denis Dercourt, filmregisseur ( Frankrijk)

### Deelnemers
Volgende films deden mee aan de competitie:
| Film                                      | Regisseur                     | Land                             | Prijs                    |
| ----------------------------------------- | ----------------------------- | -------------------------------- | ------------------------ |
| Ain't Them Bodies Saints                  | David Lowery                  | Verenigde Staten                 |                          |
| L'étrange couleur des larmes de ton corps | Hélène Cattet & Bruno Forzani | België- Frankrijk- Luxemburg     |                          |
| Uroki Garmonii Harmony Lessons            | Emir Baigazin                 | Kazachstan- Duitsland- Frankrijk | Special Mention          |
| I Am The Same, I Am An Other              | Caroline Strubbe              | België                           |                          |
| The Immigrant                             | James Gray                    | Verenigde Staten                 |                          |
| W imie... In The Name Of                  | Malgoska Szumowska            | Polen                            |                          |
| L'inconnu du lac                          | Alain Guiraudie               | Frankrijk                        |                          |
| Kill Your Darlings                        | John Krokidas                 | Verenigde Staten                 |                          |
| Soshite Like Father, Like Son             | Chichi Ni Naru                | Japan                            |                          |
| L'image manquante The Missing Picture     | Rithy Panh                    | Frankrijk- Cambodja              | Special Mention          |
| The Selfish Giant                         | Clio Barnard                  | Verenigd Koninkrijk              | Grand Prix for Best Film |
| Suzanne                                   | Katell Quillévéré             | Frankrijk                        |                          |
| Tian zhu ding A Touch of Sin              | Jia Zhangke                   | China                            |                          |

### Prijzen
- Grote Prijs voor Beste Film: The Selfish Giant van Clio Barnard ( Verenigd Koninkrijk)
- Georges Delerue Prijs voor Beste Muziek: A Touch of Sin van Jia Zhangke  ( China)
- Speciale vermeldingen:
  - L'image manquante van Rithy Panh  ( Frankrijk /  Cambodja)
  - Harmony Lessons van Emir Baigazin ( Kazachstan)
- Prijs voor Beste Europese Kortfilm: Whale Valley van Gudmundur Arnar Gudmundsson ( Denemarken /  IJsland)
- Nationale Loterij Prijs voor Beste Belgische Studentenkortfilm: Zinneke van  Rémie Allier ( België)
- ACE Image Factory Publieksprijs voor Beste Belgische Studentenkortfilm: De weg van alle vlees van Deben van Dam ( België)
- Port of Ghent Publieksprijs: Short Term 12 van Destin Daniel Cretton ( Verenigde Staten)
- Canvas Publieksprijs: The Lunchbox van Ritesh Batra ( India /  Frankrijk /  Duitsland /  Verenigde Staten)
- Explore Award: Omar van Hany Abu-Assad ( Palestina)
- Joseph Plateau Honorary Award
  - Jacques Dubrulle
  - Paul Schrader
  - István Szabó